# Anais das bibliotecas, arquivo e museus municipais
Entre 1931 e 1936 a Câmara Municipal de Lisboa publicou a revista Anais das Bibliotecas, Arquivo e Museus Municipais. De periodicidade trimestral, totalizando 21 números editados, esta publicação periódica  foi dirigida por Joaquim Leitão, inspetor geral das bibliotecas, que a define como  “ instrumento de troca, para permutar com os municípios do país e estrangeiro, que à biblioteca Municipal enviarem as suas publicações”, tratando-se de uma importante coleção olisiponense, fonte de informação sobre a história das bibliotecas de Lisboa até então.
A partir de 1934 passa a constar na revista um “quadro de colaboradores” onde figuram nomes como Augusto Vieira da Silva, Afonso de Dornelas, Agostinho de Campos, Albino Forjaz de Sampaio, António Baião, António Rodrigues Cavalheiro, Artur da Mota Alves, Augusto Botelho da Costa  Veiga, Fidelino de Figueiredo, Gustavo de Matos Sequeira, Henrique Campos Ferreira Lima, João da Silva Correia, Júlio Eduardo dos Santos, Juan Tena Fernandez, Júlio Dantas, Possidónio Mateus Laranjo Coelho, Luís deFreitas Branco, Luís da Cunha Gonçalves, Moisés Bensabat Amzalak, Reinaldo dos Santos e Sampayo Ribeiro.